# Sectorul Centru (Berlin)
Sectorul Centru   (Bezirk Mitte) este sectorul 1 al orașului Berlin, care s-a format la data de 1 ianuarie 2001 prin fuzionarea sectoarelor de până atunci „Sector Centru” (vechi), „Tiergarten” și „Wedding”.
În limbajul german curent Mitte nu se referă însă la Sectorul Centru (Bezirk Mitte), ci la cartierul Berlin-Centru (Ortsteil Berlin-Mitte), care este mult mai mic.
Pentru celelalte 11 sectoare (Bezirke) ale Berlinului - vezi articolul Berlin.

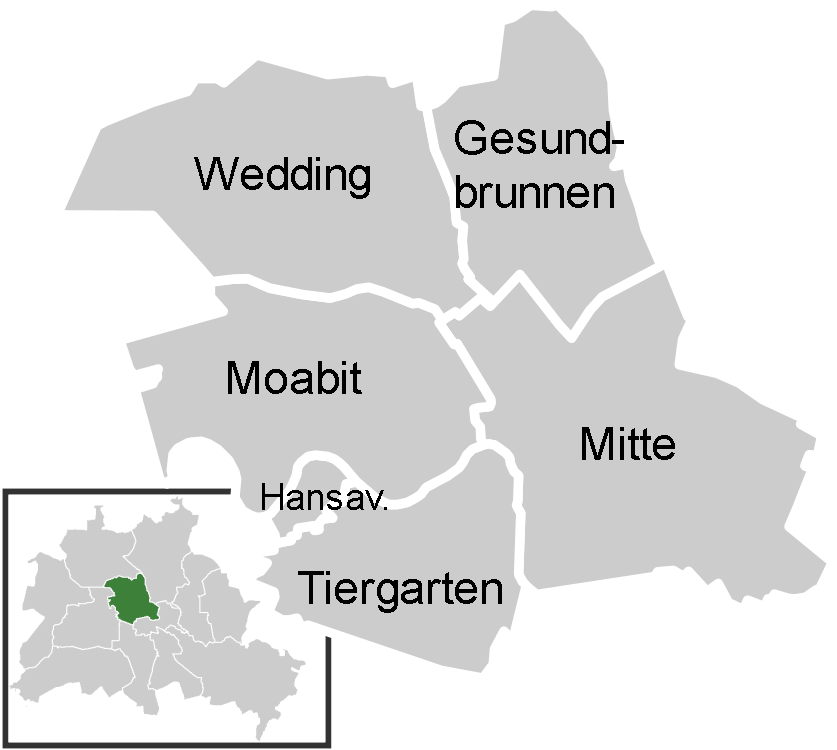
Cartierele sectorului 01

## Cartiere (Ortsteile) din Sectorul 01 Centru (Bezirk Mitte)
- 0101 Berlin-Centru (Berlin-Mitte)
- 0102 Moabit
- 0103 Hansaviertel
- 0104 Tiergarten
- 0105 Wedding
- 0106 Gesundbrunnen

## Atracții turistice
- Alexanderplatz
- Amtsgericht Wedding
- Berliner Fernsehturm
- Brandenburger Tor
- Dorotheenstädtischer Friedhof
- Gendarmenmarkt
- Hanfmuseum
- Neue Synagoge
- Nikolaiviertel
- Museumsinsel
- Potsdamer Platz
- Reichstagsgebäude
- Unter den Linden